# Бартоло, Доменико ди
Доменико ди Бартоло, Доменико Гецци (итал. Domenico di Bartolo; Domenico Ghezzi; ок. 1400, Ашано — после 1445, Сиена) — итальянский живописец сиенской школы периода кватроченто.

## Жизнь и творчество
Джорджо Вазари в своих «|Жизнеописаниях наиболее знаменитых живописцев, ваятелей и зодчих» сообщает, что Доменико ди Бартоло был племянником и учеником художника Таддео ди Бартоло, «был скромен и приятен и отличался исключительной любезностью и учтивостью». Ныне трудно сказать, был ли он скромен и приятен, но племянником Таддео ди Бартоло он не был. Несомненно то, что Доменико учился у Таддео ди Бартоло, и даже одно время некоторые его произведения приписывали его учителю.
Он очень рано переехал в Сиену. Первые письменные свидетельства указывают на то, что в 1420 году он работал учеником на строительстве кафедрального Собора в Сиене, а в 1428 году он был зарегистрирован как независимый художник в списках членов Гильдии сиенских художников (Вreve dell’arte).
В этом же году Доменико побывал в Риме и изучал там работы Пизанелло в церкви Сан-Джованни-ин-Латерано, которые произвели на него впечатление. Его справедливо считают проводником флорентийских художественных новаций, которые проявились у Доменико с первых же самостоятельных произведений.

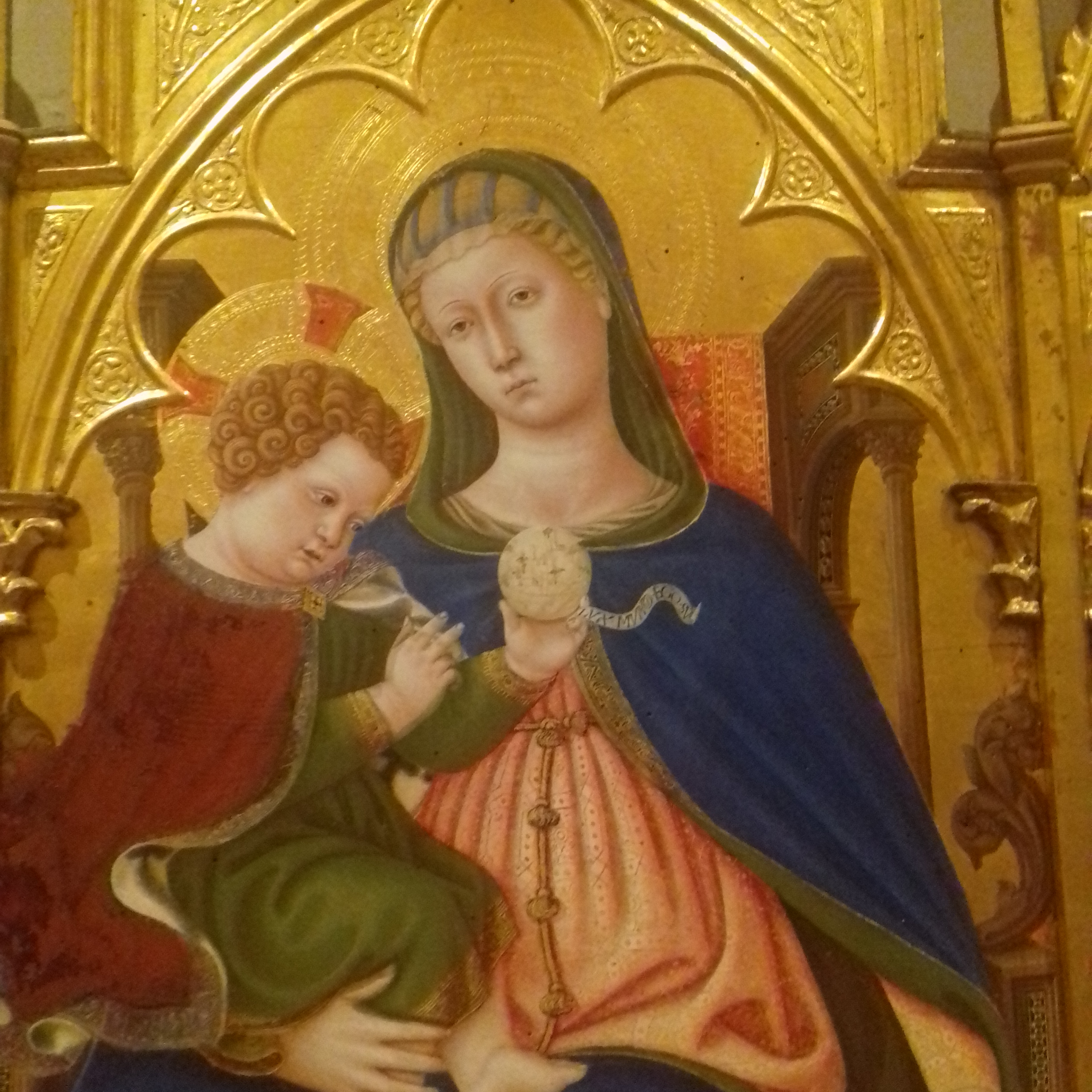
Полиптих Святого Юлиана. 1438. Деталь. Дерево, темпера, золочение. Национальная галерея Умбрии, Перуджа

В самом раннем из приписываемых ему произведений, небольшой картине «Мадонна с Младенцем, святыми Петром и Павлом» (ок. 1430, Национальная галерея искусства, Вашингтон), очевидны заимствования из творчества сразу нескольких флорентийских живописцев. Однако бесспорным шедевром является «Мадонна Смирение», подписанная и датированная художником (1433, Пинакотека, Сиена). В ней ощущается как «телесность» Мазаччо, так и тонкое изящество Филиппо Липпи. Но, кроме этого, в картине есть прямые заимствования — один из ангелов напоминает ангела с картины Липпи, а младенец, сосущий палец, взят из «Пизанского полиптиха» Мазаччо. Влияние Филиппо Липпи можно усмотреть и в «Мадонне с Младенцем на троне», хранящейся в Музее университета в Принстоне.
Основным произведением в творчестве Доменико ди Бартоло являются росписи сиенского Оспедале (госпиталя, приюта) Санта-Мария делла Скала, где кроме него работали Приамо делла Кверча и Веккьетта. Над фресками он трудился уже в зрелом возрасте. В 1440—1444 годах Доменико ди Бартоло расписывал западную стену, а в 1442—1443 годах написал две фрески с историческими сценами на восточной стене. В этих росписях проявилось всё его мастерство, изобретательность. Две сцены на восточной стене посвящены событиям, связанным с историей Оспедале, о чём под каждой фреской есть пространный комментарий — это «Расширение привилегий госпиталя папой Целестином III» (1442) и «Расширение госпиталя» (1443). В них царит дух торжественности, приличествующий столь важным событиям.
На противоположной стене Доменико написал четыре фрески, и в них царит совсем другая атмосфера: «Кормление нищего» (1444), «Пестование и женитьба сирот» (1442), «Принятие пилигримов, и раздача милостыни» (1442), и «Уход за больными» (1442). На этих фресках изображена повседневная жизнь больницы-приюта для страждущих, которым являлся госпиталь Санта-Мария делла Скала, в них нет ни религиозной возвышенности, ни исторической помпезности. В этих фресках удивительное разнообразие сюжетов, поз, нарядов и лиц.
Точная дата смерти художника неизвестна. Последний раз его имя в документах упоминается в 1445 году, то есть вскоре после окончания работ над фресками в госпитале Санта-Мария делла Скала.

## Галерея

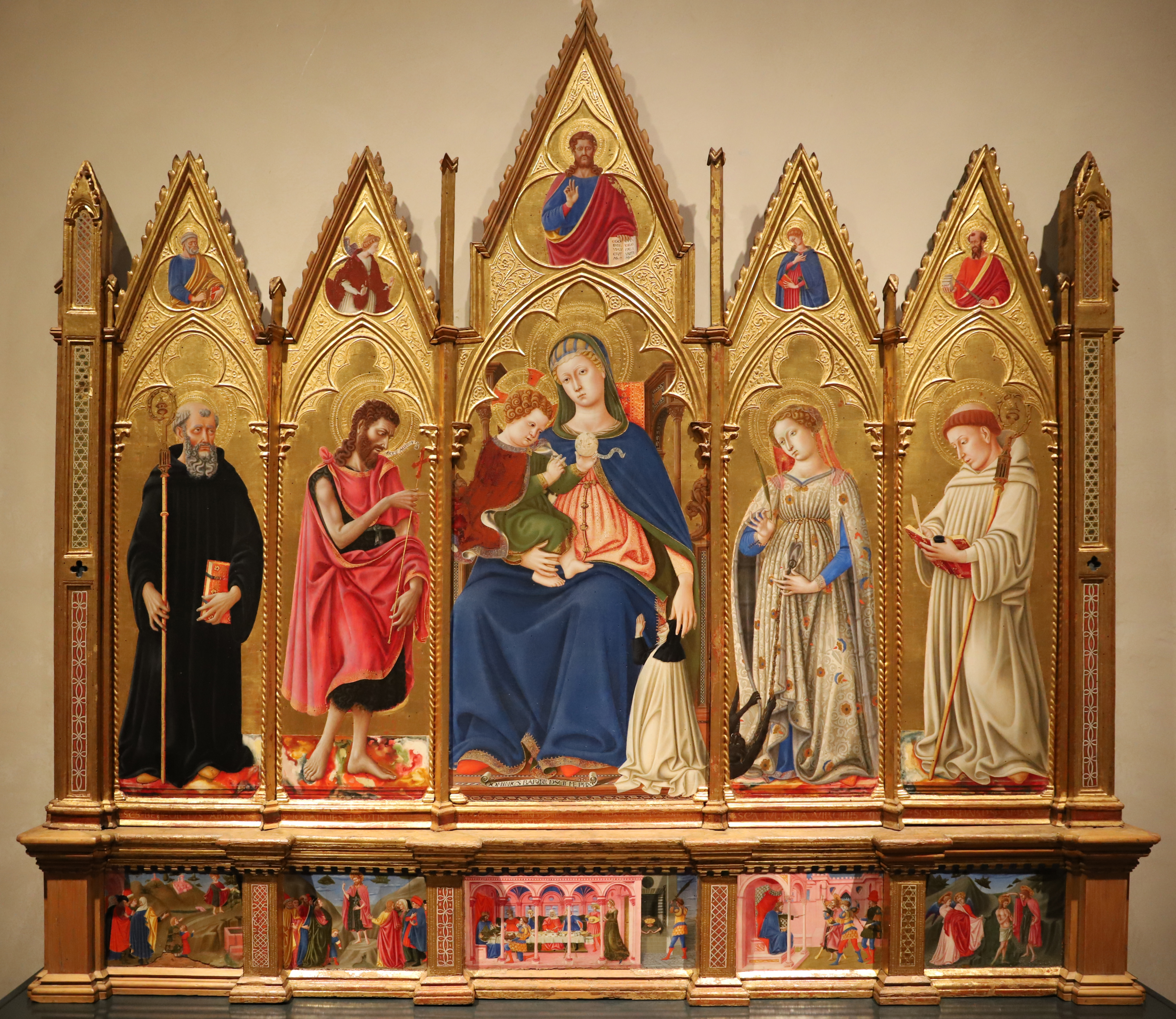
Полиптих Святого Юлиана. 1438. Дерево, темпера, золочение. Национальная галерея Умбрии, Перуджа
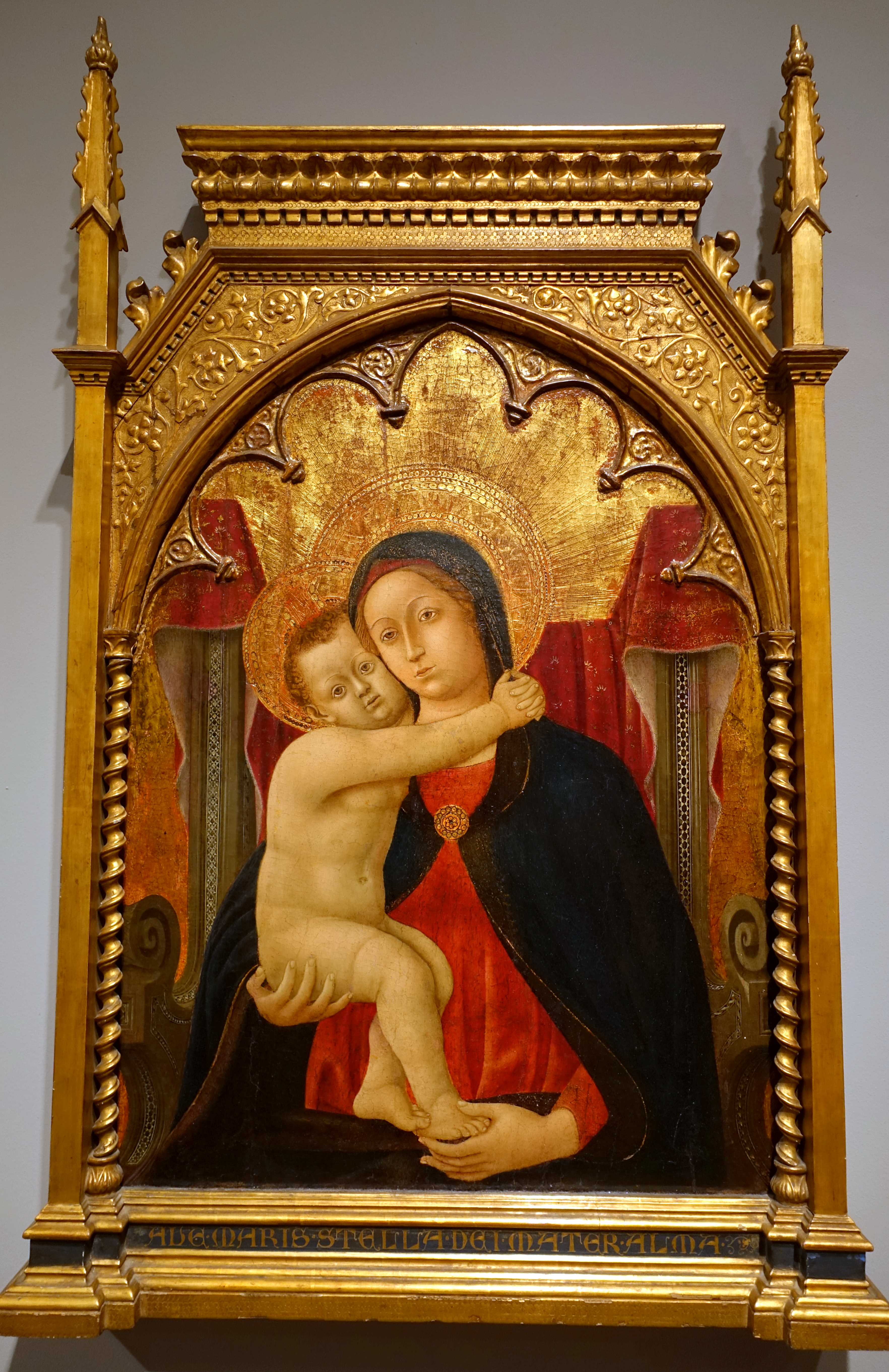
Мадонна с Младенцем. Ок. 1436. Дерево, темпера, золочение. Музей университета, Принстон, США
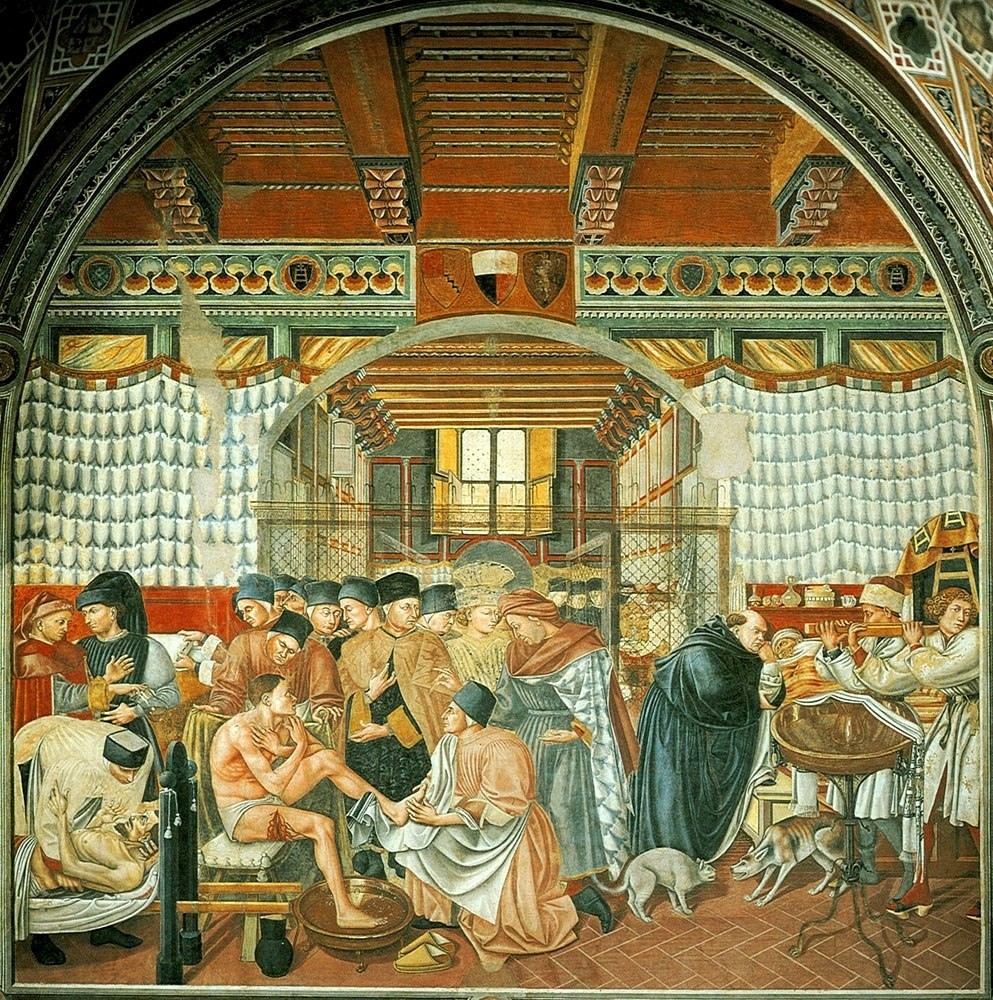
Уход за больными. 1442. Фреска. Санта-Мария делла Скала, Сиена
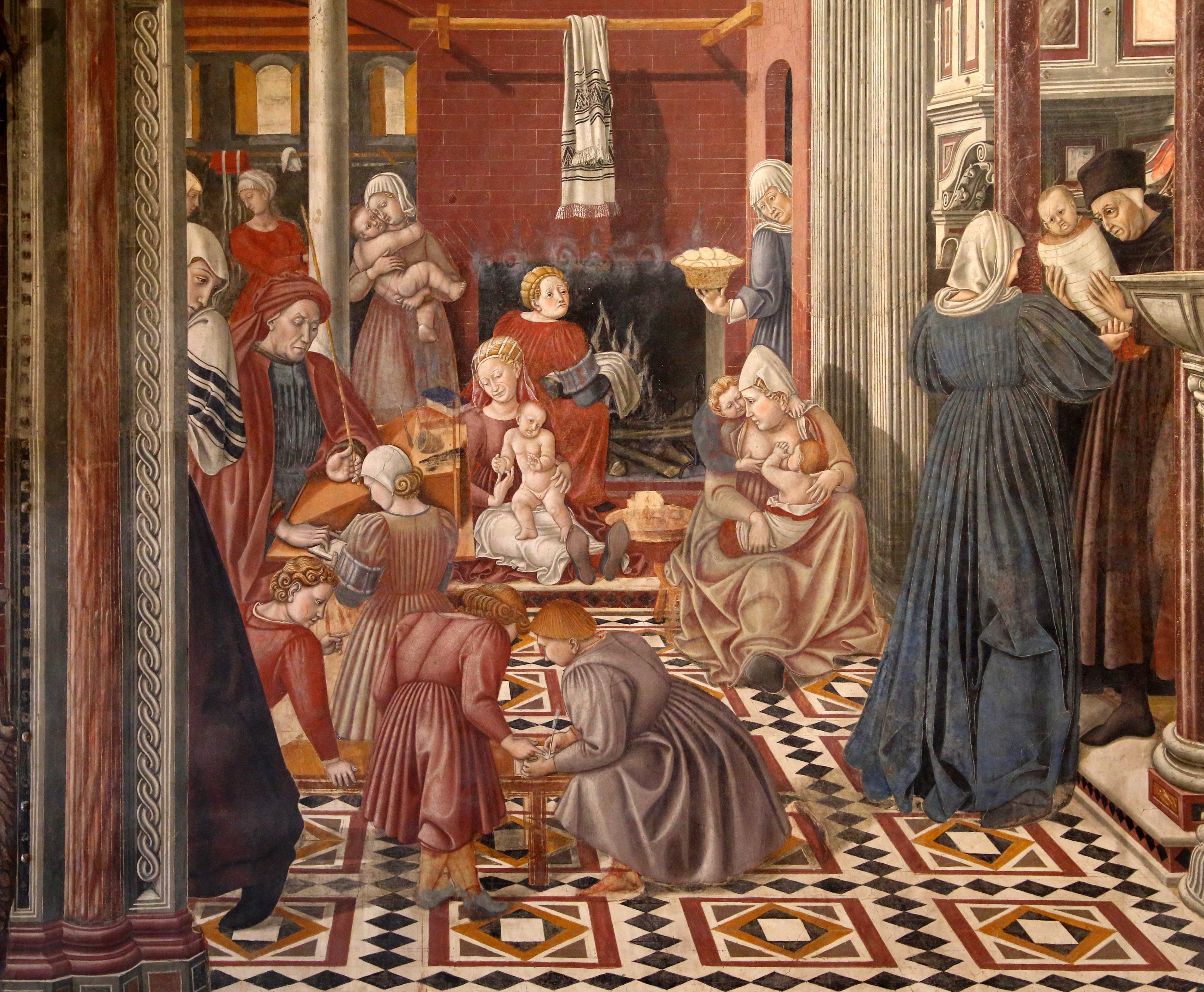
Пестование и женитьба сирот. Деталь фрески. 1442. Санта-Мария делла Скала, Сиена
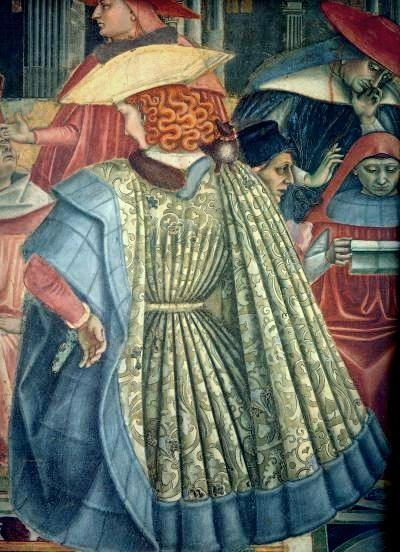
Расширение привилегий госпиталя папой Целестином III. Деталь. 1442. Фреска. Санта-Мария делла Скала, Сиена